# Плезант-Веллі (Міссурі)
Плезант-Веллі (англ. Pleasant Valley) — місто (англ. city) в США, в окрузі Клей штату Міссурі. Населення — 2743 особи (2020).

## Географія
Плезант-Веллі розташований за координатами 39°13′2″ пн. ш. 94°28′52″ зх. д. / 39.21722° пн. ш. 94.48111° зх. д. (39.217270, -94.480994).  За даними Бюро перепису населення США в 2010 році місто мало площу 3,19 км², уся площа — суходіл.

## Демографія
Згідно з переписом 2010 року, у місті мешкала 2961 особа в 1195 домогосподарствах у складі 772 родин. Густота населення становила 929 осіб/км².  Було 1284 помешкання (403/км²).
Расовий склад населення:
| - 89,6 % — білих - 4,6 % — чорних або афроамериканців - 1,0 % — вихідців з тихоокеанських островів - 0,5 % — корінних американців - 0,3 % — азіатів - 1,2 % — осіб інших рас |

До двох чи більше рас належало 2,7 %. Частка іспаномовних становила 4,7 % від усіх жителів.
За віковим діапазоном населення розподілялося таким чином: 22,4 % — особи молодші 18 років, 62,7 % — особи у віці 18—64 років, 14,9 % — особи у віці 65 років та старші. Медіана віку мешканця становила 39,9 року. На 100 осіб жіночої статі у місті припадало 90,2 чоловіків;  на 100 жінок у віці від 18 років та старших — 86,7 чоловіків також старших 18 років.
Середній дохід на одне домашнє господарство  становив 61 530 доларів США (медіана — 55 139), а середній дохід на одну сім'ю — 69 182 долари (медіана — 59 063). Медіана доходів становила 37 316 доларів для чоловіків та 32 161 долар для жінок. За межею бідності перебувало 12,2 % осіб, у тому числі 30,9 % дітей у віці до 18 років та 6,9 % осіб у віці 65 років та старших.
Цивільне працевлаштоване населення становило 1520 осіб. Основні галузі зайнятості: освіта, охорона здоров'я та соціальна допомога — 20,9 %, роздрібна торгівля — 15,3 %, науковці, спеціалісти, менеджери — 14,1 %.